# 威特尼
威特尼（Witney）是英格蘭牛津郡的一個城市，位於牛津以西12英里（19）。據2011年人口普查，威特尼有人口27,522人。